# Frank Mir
Frank Mir (Las Vegas, 24 mei 1979) is een Amerikaans MMA-vechter. Hij was van juni 2004 tot augustus 2005 UFC-kampioen zwaargewicht (93+ kilo). 

## Carrière
Mir begon met trainen en concurreren in American Kenpo op een school die eigendom was van zijn ouders, en verdiende zijn zwarte band als tiener.
In juni 2004 werd Mir de UFC-kampioen zwaargewicht door Tim Sylvia te verslaan door middel van een submissie (armklem) in de eerste ronde. Door een motorongeluk in september 2004 was het niet meer mogelijk om zijn titel te verdedigen, waardoor deze in augustus 2005 werd ingetrokken. Mir werkte toen aan zijn comeback in de UFC, met aanvankelijk wisselend succes. Na het verslaan van Brock Lesnar middels submissie in de eerste ronde in februari 2008, kreeg Mir de kans om de UFC interim-titel te winnen. In december 2008 won hij deze titel na het verslaan van Antônio Rodrigo Nogueira. In juni 2009 kwam er een tweede ontmoeting tussen Mir en Lesnar, dit keer om de UFC-zwaargewicht titel. Mir verloor deze wedstrijd door middel van een technische knock-out in de tweede ronde. Na deze nederlaag vocht Mir in december 2009 tegen Cheick Congo, die hij versloeg in de eerste ronde. 
In maart 2010 werd hij vervolgens verslagen door Shane Carwin. In september 2010 versloeg hij Mirko Filipović op knock-out in de derde ronde. In december 2011 won hij opnieuw van Antônio Rodrigo Nogueira, hij brak zijn arm middels een kimura doordat hij weigerde af te tikken. In mei 2012 vocht hij opnieuw voor de titel tegen Junior dos Santos, maar verloor middels een TKO.
Mir vocht 27 UFC-wedstrijden, waarvan de laatste in maart 2016 tegen Mark Hunt. Na die wedstrijd testte hij positief op het gebruik van doping en werd hij voor twee jaar geschorst. Hij keerde in april 2018 terug in de kooi na het tekenen van een contract bij Bellator MMA.